# تيودورا ميرسك
تيودورا ميرسك (بالصربية: Теодора Мирчић)‏ مواليد 3 مارس 1988 في بلغراد، جمهورية يوغوسلافيا الاشتراكية الاتحادية، هي لاعبة كرة مضرب صربية بدأت مسيرتها كمحترفة سنة 2002 تلعب باليد اليمنى. أعلى تصنيف لها في الفردي في تصنيف رابطة محترفات كرة المضرب كان المركز الـ 249 في سنة 2008. أعلى تصنيف لها في الزوجي كان المركز الـ 125 في سنة 2014.

## روابط خارجية
- تيودورا ميرسك على موقع رابطة محترفات التنس (الإنجليزية)
- تيودورا ميرسك على موقع الاتحاد الدولي لكرة المضرب (الإنجليزية)
- تيودورا ميرسك على موقع كأس بيلي جين كينغ (الإنجليزية)
- تيودورا ميرسك على موقع خلاصة التنس.كوم (الإنجليزية)